# رفتگی
رفتگی تنیان، روستایی از توابع بخش میرزا کوچک جنگلی درهمسایگی دهستان  تنیان  دوال کوه سیاکوه میانبراست زبان تالشی دارندرفتیگی در۹کیلومتری ماسال۷گوراب زرمیخشهرستان صومعه‌سرا در استان گیلان ایران است.

## جمعیت
این روستا در دهستان گوراب زرمیخ قرار دارد و براساس سرشماری مرکز آمار ایران در سال ۱۳۸۵، جمعیت آن ۷۴۰ نفر (۱۵۸خانوار) بوده‌است.